# Honglan (köpinghuvudort i Kina, Jiangsu Sheng, lat 31,61, long 118,98)
Honglan (kinesiska: 洪蓝) är en köpinghuvudort i Kina. Den ligger i provinsen Jiangsu, i den östra delen av landet, omkring 54 kilometer söder om provinshuvudstaden Nanjing. Antalet invånare är 43 785. Befolkningen består av 21 299 kvinnor och 22 486 män. Barn under 15 år utgör 11,0 %, vuxna 15-64 år 76 %, och äldre över 65 år 12,0 %.
Runt Honglan är det tätbefolkat, med 383 invånare per kvadratkilometer. Närmaste större samhälle är Bowang, 14,3 km väster om Honglan. Trakten runt Honglan består till största delen av jordbruksmark.
Genomsnittlig årsnederbörd är 1 331 millimeter. Den regnigaste månaden är juli, med i genomsnitt 251 mm nederbörd, och den torraste är december, med 37 mm nederbörd.